# Akihiko Matsui
Akihiko Matsui este un proiectant de jocuri video japonez, unul din proiectanții companiei Square Enix Co., Ltd. (Square Co., Ltd.). El este unul din regizorii jocului  Chrono Trigger, împreună cu Yoshinori Kitase și Takashi Tokita.

## Listă de jocuri
Akihiko Matsui a participat la creația următoarelor jocuri:
- Final Fantasy IV (1991): Proiectant luptă
- Final Fantasy V (1992: Planificator luptă
- Chrono Trigger (1995): Regizor
- SaGa Frontier (1997): Proiectant tehnic
- Legend of Mana (1999): Proiectant joc și sistem
- Final Fantasy XI (2002): Proiectant tehnic luptă[2]